# Groot-Miami
Groot-Miami of Metropoolregio Miami (Engels: Greater Miami, Miami Metropolitan Area, The Gold Coast en officieel Miami–Fort Lauderdale–West Palm Beach Metropolitan Statistical Area) is de stedelijke agglomeratie rond de stad Miami in het zuidoosten van de staat Florida in de Verenigde Staten.
Het omvat de drie meest bevolkte county’s van de staat; Miami-Dade County, Broward County en Palm Beach County en heeft 6,1 miljoen inwoners (2020). Het is qua inwonertal de 6e agglomeratie (Statistical Area) in de Verenigde Staten.
De stad Miami is met 442.244 inwoners de grootste stad in de metropoolregio. Andere steden met meer dan 100.000 inwoners zijn Boca Raton, Coral Springs, Davie, Fort Lauderdale, Hialeah, Hollywood, Miami Gardens, Miramar, Pembroke Pines, Plantation, Pompano Beach, Sunrise en West Palm Beach.